# The Big Trail
The Big Trail is een Amerikaanse western uit 1930 onder regie van Raoul Walsh. Destijds werd de film in Nederland uitgebracht onder de titel De trek naar het Westen.

## Verhaal
Breck Coleman leidt pioniers in een trein van de Mississippi tot het Wilde Westen. Op weg kruisen indianen hun pad en moeten ze de ontberingen van de woestijn doorstaan. Intussen wordt Coleman verliefd op een medepassagier.

## Rolverdeling
| Acteur               | Personage            |
| -------------------- | -------------------- |
| John Wayne           | Breck Coleman        |
| Marguerite Churchill | Ruth Cameron         |
| El Brendel           | Gus                  |
| Tully Marshall       | Zeke                 |
| Tyrone Power sr.     | Red Flack            |
| David Rollins        | Dave Cameron         |
| Frederick Burton     | Pa Bascom            |
| Ian Keith            | Bill Thorpe          |
| Charles Stevens      | Lopez                |
| Louise Carver        | Schoonmoeder van Gus |